# Учасники кримінального провадження
Учасники кримінального провадження –  державні органи,  їх  посадові і  службові  особи, фізичні та юридичні особи, які наділені  законом процесуальними  правами  і процесуальними  обов’язками,  реалізуючи які  вони  вступають з  іншими  суб’єктами у  процесуальні  правовідносини і тим самим здійснюють кримінальну процесуальну діяльність або  беруть участь у ній для досягнення  покладених на них законом  завдань  або для захисту охоронюваних законом інтересів особи, суспільства й держави. 

## Класифікація учасників кримінального провадження
Учасники  кримінального провадження, згідно п. 25 ч. 1 ст. 3  Кримінального процесуального кодексу України, – це сторони кримінального провадження, потерпілий, його представник та законний представник, цивільний позивач, його представник та законний представник, цивільний відповідач та його представник, представник юридичної особи, щодо якої здійснюється провадження, третя особа, щодо майна якої вирішується питання про арешт, інша особа, права чи законні інтереси якої обмежуються під час досудового розслідування, особа, стосовно якої розглядається питання про видачу в іноземну державу (екстрадицію), заявник, у тому числі викривач, свідок та його адвокат, понятий, заставодавець, перекладач, експерт, спеціаліст, представник персоналу органу пробації, секретар судового засідання, судовий розпорядник.
До сторін кримінального провадження закон (п. 19 ч. 1 ст. 3 КПК України) відносить:
а) з боку обвинувачення: слідчий, дізнавач, керівник органу досудового розслідування, керівник органу дізнання, прокурор, а також потерпілий, його представник та законний представник у випадках, установлених цим Кодексом;
б) з боку захисту: підозрюваний, особа, стосовно якої зібрано достатньо доказів для повідомлення про підозру у вчиненні кримінального правопорушення, але не повідомлено про підозру у зв’язку з її смертю, обвинувачений (підсудний), засуджений, виправданий, особа, стосовно якої передбачається застосування примусових заходів медичного чи виховного характеру або вирішувалося питання про їх застосування, їхні захисники та законні представники;
Віднесення слідчих до сторони обвинувачення є помилковим. Слідчий виконує функцію всебічного, неупередженого та об’єктивного розслідування, а функцію обвинувачення виконує прокурор на основі доказових результатів виконаної слідчим функції розслідування  та вже по завершенні слідства в  стадії судового розгляду.
За визначенням Ю. М. Грошевого, залежно від здійснюваних ними кримінальних процесуальних функцій, учасники поділяються таким  чином:  1) суд  (суддя,  слідчий суддя,  присяжні);  2) сторона  обвинувачення  (прокурор, керівник  органу досудового  розслідування,  слідчий);  3) сторона захисту (підозрюваний, обвинувачений,  виправданий, засуджений та їх законні  представники, захисник); 4)  потерпілий і  його представник;  5) інші учасники  кримінального  провадження: а)  особи,  які здійснюють  ініціативну допомогу  у виявленні й розкритті  кримінального правопорушення (заявник,  конфіденційний   співробітник);  б) особи,  які  захищають у  кримінальному  провадженні цивільно-правові  інтереси  (цивільний позивач,  цивільний відповідач,  їх  представники й законні  представники);  в) особи,  які  володіють спеціальними  знаннями  (експерт, спеціаліст); г) особи, які сприяють кримінальному провадженню (свідок, перекладач,  понятий,  секретар судового засідання,  судовий розпорядник);  д)  особи, які беруть  участь у кримінальному провадженні у зв’язку із застосуванням запобіжних заходів  (поручитель, заставодавець).

## Суб’єкти, які безпосередньо здійснюють кримінально-процесуальне провадження.
Суб’єкти, які безпосередньо здійснюють кримінально-процесуальне провадження, тобто виконують функцію розслідування, процесуального керівництва, нагляду, процесуального контролю,  обвинувачення та справосуддя: слідчий, дізнавач,  керівник органу досудового розслідування, оперативні підрозділи, суд (суддя), слідчий суддя, прокурор, обвинувач.
Слідчий – суб’єкт кримінального процесу, який як посадова особа правоохоронного органу, уповноваженого здійснювати досудове розслідування, прийняв справу до свого провадження у межах передбаченої КПК компетенції і встановлених правил підслідності та здійснює в передбаченій процесуальній формі  досудове розслідування.
 Згідно п. 17 ст. 3  Кримінального процесуального кодексу України, слідчий – це службова особа органу Національної поліції, органу безпеки, органу Державного бюро розслідувань, органу Бюро економічної безпеки України, Головного підрозділу детективів, підрозділу детективів, відділу детективів, підрозділу внутрішнього контролю Національного антикорупційного бюро України, уповноважена в межах компетенції, передбаченої цим Кодексом, здійснювати досудове розслідування кримінальних правопорушень.
Ч. 2 ст. 9  Кримінального процесуального кодексу України, яка розкриває засаду законності кримінального процесу,  визначає «слідчий зобов’язаний всебічно, повно і неупереджено дослідити обставини кримінального провадження, виявити як ті обставини, що викривають, так і ті, що виправдовують підозрюваного, обвинуваченого, а також обставини, що пом’якшують чи обтяжують його покарання, надати їм належну правову оцінку та забезпечити прийняття законних і неупереджених процесуальних рішень». 
В цих приписах закону викладена сутність функції розслідування.
Функція розслідування – одна з найбільш складних і багатогранних функцій  кримінального процесу, при виконання якої слідчий відповідно до вимог кримінально-процесуального закону, здійснює діяльність, спрямовану на всебічне, повне і неупереджене дослідження обставини кримінального провадження шляхом збирання, дослідження, оцінки, перевірки та використання доказів, установлення об’єктивної істини щодо фактичних обставин складу кримінального правопорушення та доведеності поза розумним сумним щодо суб’єктивної сторони досліджуваних подій, забезпечення верховенства права та правових умов для здійснення правосуддя.
Статус слідчого визначений в ст. 40 Кримінального процесуального кодексу України.
Детальніше: Слідчий
Детективи – посадові особи визначених в законі правоохоронних органів, які виконують функцію запобігання, виявлення, припинення, розслідування та розкриття фінансово-економічних та інших кримінальних правопорушень, за правилами підслідності, за дорученням слідчого здійснюють провадження негласних слідчих (розшукових) та оперативно-розшукових дій, а у визначених законом випадках користуючись статусом слідчого та самостійно під наглядом і процесуальним керівництвом прокурора  проваджують досудове розслідування віднесених до їх компетенції злочинів та інших кримінальних  правопорушень.
Посади детективів передбачені в  Національному антикорупційному бюро України та в  Бюро економічної безпеки України.
 Закон України «Про бюро економічної безпеки» зазначає, що детективи, окрім здійснення оперативно-розшукової та суто кримінально-процесуальної діяльності, уповноважені також  здійснювати «інформаційно-пошукову та аналітично-інформаційну роботу з метою виявлення та усунення причин і умов, що сприяють вчиненню кримінальних правопорушень». Здійснення такої  роботи потребує юридичної визначеності порядку її виконання.
Детективи  фактично поєднують у собі статус слідчого й оперуповноваженого, можуть виконувати як слідчі дії, так і здійснювати оперативно-розшукові заходи. Приступаючи до розслідування кримінальних правопорушень  детективи користуються повноваженнями слідчих.
В 2023 році Комплексним стратегічним планом реформування органів правопорядку як частини сектору безпеки і оборони України на 2023 – 2027 роки визначено одним з пріоритетних напрямів реформ  впровадження інституту детективів у діяльність органів досудового розслідування  та удосконалення інституту підслідності, координації діяльності та взаємодії.
Детальніше: Детектив (фах).
Для того, щоб державна інституція могла ефективно виконувати свої функції у сфері кримінального провадження, вона повинна відповідати таким інституційним стандартам: (1) незалежність від політичного та іншого незаконного впливу (структурна та операційна автономія, порядок призначення та звільнення керівника тощо); (2) підзвітність органу (регулярне звітування, інформування громадськості тощо); (3) високий рівень професійної підготовки співробітників (конкурсний відбір працівників, їхнє навчання тощо); (4) наявність достатніх повноважень для ефективної роботи (спеціальні оперативно-розшукові та слідчі заходи, доступ до фінансової інформації тощо)
Керівник органу досудового розслідування – суб’єкт  кримінального процесу, який за чинним законодавством організує досудове слідство та здійснює процесуальний контроль за виконанням слідчим завдань кримінального процесу і дотриманням законності (начальник Головного слідчого управління, слідчого управління, відділу, відділення та його заступники, які діють у межах своїх повноважень).
Дізнавач – службова особа підрозділу дізнання органу Національної поліції, органу безпеки, органу Бюро економічної безпеки України, органу Державного бюро розслідувань, Національного антикорупційного бюро України, які уповноважені в межах компетенції та у випадках, установлених законом, здійснювати досудове розслідування кримінальних проступків (спрощене кримінальне провадження щодо кримінальних проступків).
Кримінальний проступок – передбачене КК України діяння (дія чи бездіяльність), за вчинення якого передбачене основне покарання, не пов’язане з позбавленням волі.
Дізнання – це основана на законі розшукова, доказувальна та правозастосовна діяльність наділених процесуальними повноваженнями посадових осіб підрозділів дізнання органів Національної поліції та інших визначених в законі правоохоронних органів, уповноважених здійснювати досудове розслідування кримінальних проступків, яка полягає в перевірці заяв і повідомлень про кримінальні проступки, всебічному, повному та об’єктивному дослідження обставин справи, захисту прав і свобод людини, прийняття законних та обґрунтованих рішень для розв’язання задач кримінального процесу.
Дізнавач уповноважений: проводити огляд місця події, опитувати осіб, вилучати знаряддя і засоби вчинення правопорушення, речі і документи, що є безпосереднім предметом кримінального проступку, застосовувати медичне освідування, здійснювати зняття інформації з вебкамер та інших  технічних  засобів фото- кінозйомки чи відеозапису, отримувати висновки спеціалістів, а також проводити  слідчі (розшукові) дії та інші процесуальні  заходи, повідомляти за погодженням із прокурором особі про підозру у вчиненні кримінального проступку  у випадках та в порядку установленому законом.
Оперативні підрозділи – визначені законом оперативні відділи, відділення,  управління чи інші підрозділи оперативно-розшукової  юрисдикції  здійснюють слідчі (розшукові) дії та негласні слідчі (розшукові) дії в кримінальному провадженні за письмовим дорученням слідчого, прокурора, а підрозділ детективів, оперативно-технічний підрозділ та підрозділ внутрішнього контролю Національного антикорупційного бюро України - за письмовим дорученням детектива або прокурора Спеціалізованої антикорупційної прокуратури.
Оперативно-розшукова діяльність здійснюється відповідно до ст. 5 Закону України «Про оперативно-розшукову діяльність»
Детальніше: Оперативно-розшукова діяльність
Прокурор – суб’єкт кримінального процесу, на якого згідно зі ст. 131-1  Конституції України покладаються: підтримання публічного обвинувачення в суді; організація і процесуальне керівництво досудовим розслідуванням; вирішення відповідно до закону інших питань під час кримінального провадження; нагляд за негласними та іншими слідчими і розшуковими діями органів правопорядку; представництво інтересів держави в суді у виняткових випадках і в порядку, що визначені законом.
Прокурор, здійснюючи нагляд за додержанням законів під час проведення досудового розслідування у формі процесуального керівництва досудовим розслідуванням, уповноважений: починати досудове розслідування,  особисто проводити слідчі (розшукові) та процесуальні дії, давати доручення та вказівки слідчому, скасовувати незаконні та необґрунтовані постанови слідчих, затверджувати чи відмовляти у затвердженні обвинувального акта, оскаржувати судові рішення, здійснювати інші передбачені законом дії.
Детальніше: Прокурор
Слідчий суддя – суддя суду першої інстанції, обраний зборами суддів зі складу суду, до повноважень яких належить здійснення у порядку, передбаченому законом, судового контролю за дотриманням прав, свобод та інтересів осіб у кримінальному провадженні на досудовому слідстві.
Детальніше: Слідчий суддя
Суд – єдиний орган, уповноважений здійснювати правосуддя. Суд і тільки суд може визнати особу винною у вчиненні злочину та застосувати до неї кримінальне покарання.
Згідно зі ст. 124 та 125 Конституції України та Закону України «Про судоустрій і статус суддів», делегування функцій суду іншим органам, а також створення надзвичайних та особливих судів не допускається. Юрисдикція судів поширюється на всі правовідносини, що виникають у державі. Народ безпосередньо бере участь у здійсненні правосуддя через присяжних. Судові рішення ухвалюються судами іменем України і є обов’язковими до виконання на всій території України.
Кримінальне провадження в суді першої інстанції здійснюється суддею одноособово, а щодо злочинів, за вчинення яких передбачено покарання у виді позбавлення волі на строк більше десяти років, здійснюється  за клопотанням обвинуваченого колегіально судом у складі трьох суддів.
Кримінальне провадження в суді першої інстанції щодо злочинів, за вчинення яких передбачено довічне позбавлення волі, здійснюється колегіально судом у складі трьох суддів, а за клопотанням обвинуваченого – судом присяжних.
Присяжним під час розгляду кримінальної справи в суді може бути громадянин України, який досяг 30-річного віку і постійно проживає на території, на яку поширюється юрисдикція відповідного суду.
Детальніше: Суд присяжних в Україні.
Згідно зі ст. 129 Конституції України учасникам процесу гарантується право на оскарження рішень суду в апеляційному та касаційному порядку.
Детальніше: Суд

## Особи, які мають та відстоюють у кримінальному провадженні самостійний інтерес
Особи, які мають та відстоюють у кримінальному провадженні самостійний інтерес: потерпілий, підозрюваний, обвинувачений, цивільний позивач, цивільний відповідач. Для захисту своїх законних інтересів ці особи наділяються певними процесуальними правами.
Потерпілий – фізична особа, якій кримінальним правопорушенням завдано моральної, фізичної або майнової шкоди, а також юридична особа, якій кримінальним правопорушенням завдано майнової шкоди.
Детальніше: Потерпілий
Цивільний позивач – це громадянин, підприємство, установа або організація, яким кримінальним правопорушенням завдано шкоди та  висунули вимогу про його відшкодування у порядку кримінального судочинства.
Цивільний відповідач. Майнову відповідальність за цивільним позовом у кримінальному процесі звичайно несе особа, яка вчинила злочин, – обвинувачений. Проте у деяких випадках ця відповідальність покладається не на обвинуваченого, а на інших осіб, які йменуються цивільними відповідачами.
Підозрюваним є особа, якій у законному порядку, повідомлено про підозру, або особа, яка затримана за підозрою у вчиненні кримінального правопорушення, або особа, щодо якої складено повідомлення про підозру, однак його не вручено їй внаслідок невстановлення місцезнаходження особи, проте вжито заходів для вручення у спосіб, передбачений законом для вручення повідомлень.
Детальніше: Підозрюваний
Обвинуваченим (підсудним) є особа, обвинувальний акт щодо якої в порядку, передбаченому статтею 291 КПК України, переданий до суду.
Детальніше: Обвинувачений.
Засудженим у кримінальному провадженні є обвинувачений, обвинувальний вирок суду щодо якого набрав законної сили.
Виправданим у кримінальному провадженні є обвинувачений, виправдувальний вирок суду щодо якого набрав законної сили.
Відповідно до п. 17 ч. 3  ст. 42 КПК України виправданий вправі вимагати відшкодування шкоди, завданої незаконними рішеннями, діями чи бездіяльністю органу, що здійснює оперативно-розшукову діяльність, досудове розслідування, прокуратури або суду, в порядку, визначеному законом, а також відновлення репутації, якщо підозра, обвинувачення не підтвердилися.
Шкода, завдана незаконними рішеннями, діями чи бездіяльністю органу, що здійснює оперативно-розшукову діяльність, досудове розслідування, прокуратури або суду, відповідно до Закону України від 01 грудня 1994 р. «Про порядок відшкодування шкоди, завданої громадянинові незаконними діями органів дізнання, попереднього слідства, прокуратури і суду», відшкодовується державою.

## Особи, які захищають та представляють інтереси «третіх осіб»
Особи, які захищають та представляють інтереси «третіх осіб»: захисник, представник цивільного позивача, представник цивільного відповідача, представник юридичної особи, щодо якої здійснюється провадження.
Для виконання цих функцій вони користуються визначеним у законі правовим захистом. Вказані учасники процесу не можуть бути допитані про обставини справи, що стали відомі їм у зв’язку з виконуваною ними функцією захисту чи представництва.
Захисник – це учасник  кримінального процесу, на якого покладено функцію захисту, і в силу цього він зобов’язаний використовувати всі зазначені в законі засоби і способи з метою з’ясування обставин, що виправдовують підзахисного чи пом’якшують його відповідальність, та надавати  правову допомогу особі, яку захищає.
Детальніше: Захисник у кримінальному процесі
Потерпілого у кримінальному провадженні може представляти представник – особа, яка у кримінальному провадженні має право бути захисником, а представником неповнолітнього потерпілого можуть бути його законні представники.

## Особи, які сприяють кримінальному судочинству
Особи, які сприяють кримінальному судочинству: свідок, заявник, викривач, поняті, перекладач, експерт, спеціаліст, секретар судового засідання, заставодавець, поручитель, судовий розпорядник, представник органів пробації та ін. Ці учасники кримінального процесу сприяють кримінальному судочинству за допомогою виконання обов’язків, покладених на них законом.
Заявник – особа, яка заявила про кримінальне правопорушення і яка не є потерпілою у цьому кримінальному провадженні. Залежно від обставин справи заявником може бути,  наприклад, очевидець злочину.
Особа, яка з’явилася з повинною, має фактично ті ж права, що і заявник (що необхідно закріпити юридично).
Свідком є учасник  кримінального процесу,  який не має статусу потерпілого, підозрюваного чи обвинуваченого і якому відомі будь-які обставини, що підлягають встановленню у справі, та відсутні обставини, що заважають його допиту і яка викликана для давання показань. Права свідка викладені у ст. 66 КПК України. Свідок несе відповідальність згідно  ст. ст. 385 КК України за відмову від давання показань без поважних причин, а також згідно ст. 384 Кримінального кодексу України за завідомо неправдиве показання.
Детальніше: Свідок
Експерт – це незацікавлена в справі особа, яка володіє науковими, технічними або іншими спеціальними знаннями, має право відповідно до Закону України «Про судову експертизу» на проведення експертизи і якій доручено провести дослідження об’єктів, явищ і процесів, що містять відомості про обставини вчинення кримінального правопорушення, та дати висновок з питань, які виникають під час кримінального провадження і стосуються сфери її знань.
Детальніше: Експерт
Спеціаліст – будь-яка не зацікавлена в результаті справи особа, яка має необхідні спеціальні знання в певній галузі знань, науці, техніці, мистецтві чи ремеслі або володіє вміннями, здатностями, компетентностями чи навичками у певній галузі діяльності і відповідно до закону залучається до участі у проведенні слідчої чи іншої процесуальної дії для сприяння в збиранні, дослідженні та фіксації доказів, надання  консультації, довідок  та висновків під час досудового розслідування і судового розгляду з питань, що потребують відповідних спеціальних знань, навичок та компетентостей.
Викривач – нова фігура в правовій системі України, яка запроваджена останніми реформаторськими концептами законодавства щодо протидії корупції.  Викривачем виступає заявник, який маючи схожий статус, додатково отримав право на винагороду та підвищений захист.
Винагорода викривачу законом передбачається в розмірі 10 відсотків від грошового розміру предмета корупційного злочину або розміру завданих державі збитків від злочину після ухвалення обвинувального вироку суду. Розмір винагороди не може перевищувати 3000 мінімальних заробітних плат, установлених на час вчинення злочину. Конкретний розмір винагороди в кожному випадку встановлює суд, з урахуванням критеріїв важливості інформації. Винагорода виплачується викривачу за рахунок Державного бюджету України органами державного казначейства.
Заявник, який є викривачем, згідно ч. 3 ст. 60 КПК України, крім передбачених цією статтею прав, має право в порядку, встановленому Законом України "Про запобігання корупції", отримувати інформацію про стан досудового розслідування, розпочатого за його заявою чи повідомленням.
Перекладач – будь-яка не зацікавлена у результаті справи особа, що вільно володіє мовою, якою ведеться процес, а також мовою окремих учасників процесу, яка залучається до участі в кримінальному судочинстві для сприяння правосуддю шляхом здійснення необхідного перекладу.
Учасниками кримінального провадження  можуть бути також поняті, органи пробації, заставодавець,  секретар судового засідання.
Представник персоналу органу пробації  - посадова особа новоствореного Законом України від 23 серпня 2023 року № 3342-IX Органу пробації, яка за ухвалою суду складає та подає до суду досудову доповідь та здійснює пробаційний нагляд за засудженим.
Статус представник персоналу органу пробації в кримінальному процесі визначений в ст. 72-1 КПК України, а також розкривається  в  Законі України «Про пробацію».
Закони України «Про державний захист працівників суду і правоохоронних органів» та   «Про забезпечення безпеки осіб, які беруть участь у кримінальному судочинстві» передбачають спеціальні заходи забезпечення безпеки осіб, які беруть участь у кримінальному судочинстві.

## Див також
- Кримінально-процесуальне право
- Кримінальний процес
- Досудове розслідування
- Бюро економічної безпеки України
- Державне бюро розслідувань
- Національне антикорупційне бюро України
- Детектив (фах)
- Кримінально-процесуальні документи
- Засади кримінального провадження